# Saxifraga oettingenii
Saxifraga oettingenii är en stenbräckeväxtart som beskrevs av Anatol I. Galushko och Kudryashova.. Saxifraga oettingenii ingår i Bräckesläktet som ingår i familjen stenbräckeväxter. Inga underarter finns listade i Catalogue of Life.